# اندیس آبدر
آبدر یک اندیس فلزی است که در حوالی شهر شهر بابک استان کرمان قرار دارد و مادهٔ معدنی موجود در آن، سرب و روی است.  